# Le Val-de-Guéblange
Le Val-de-Guéblange è un comune francese di 880 abitanti situato nel dipartimento della Mosella nella regione del Grand Est.

## Società

### Evoluzione demografica
Abitanti censiti